# 青木カレン
青木 カレン（あおき かれん）は、日本のジャズボーカリスト、作詞家、作曲家。慶應義塾女子高等学校を経て、慶應義塾大学経済学部を卒業。旧名はウラン。芸名の「ウラン」は元素名のウランからとられた。

## 経歴
幼少から高校までを香港やデトロイトで過ごす。その後、タイやイギリス（ロンドン）と日本との間を行ったり来たりの高校～大学生活を過ごしながら本格的に音楽活動を行い、CMソングを歌ったりインディーズレーベルからソロ作品を2枚リリース。高校3年生のとき、結成していたバンドのデモテープがJ-WAVEで取り上げられ、番組のオープニングに使用される。慶應義塾大学在学中、カメラマンのアシスタントとして働く。その頃撮影した自主映像作品で使用した自らのアカペラ「アヴェ・マリア」が葉加瀬太郎の耳にとまり、ユニットを結成。いくつかのCMソングにヴォーカリストとして参加する。それらの活動がプロの目に留まり、2000年、当時できたばかりのレコード会社ウェブクウからメジャーデビューする。その後、3枚のマキシシングルと1枚のアルバムをリリース。ウェブクウ設立に渡哲也が関与していたことの縁で、マネージメントを石原プロモーションが行う。2002年発表のアルバム「Heaven」以降、ウランとしての活動は事実上停止状態になる。2003年、ふとした時に耳にしたジャズに心奪われ、その日のうちに独力で都内のジャズクラブを調べ、当日のフリーセッションにヴォーカリストとして参加し、その場でスカウトされる。ウェブクウ・石原プロを離れ、正式に「青木カレン」名義でジャズ分野での活動を開始する。その後、都内各所のジャズクラブでライヴ活動を精力的にこなし、青木カレン名義で2006年1月16日に1stアルバム「TOKYO Jz TRIPPIN’」をリリース。HMVやタワーレコードのジャズ・チャート1位に数週間留まる。スイングジャーナル社のジャズ誌ADLIBの2006年度第26回読者人気投票のBRIGHTEST HOPE部門でも1位を獲得。Rambling RECORDSへ移籍。2007年4月に、自身がパーソナリティをつとめるジャズ番組がBS朝日にてスタート。9月22日、2ndアルバム「KAREN」をリリース。iTunesジャズダウンロードが40万ヒットを記録。2008年6月11日、3rdアルバム「SHINING」をリリース。スイングジャーナル社 2008年「ADLIB」誌アドリブアワード 国内クラブ・ミュージック / ダンス・ミュージック賞受賞。11月21日、ビッグバンドと本場ニューヨークにて一発録音で作り上げた4thアルバム「KAREN's SWINGIN' PARTY」をリリース。2009年4月22日、カレンが自ら選りすぐったベスト・アルバム「THE CLUB JAZZ DIVA」をリリース。2010年2月、イタリアでレコーディングした5thアルバム「BY MY SIDE」をリリース。プロデューサーはパウロ・スコッティ。2011年4月、6thアルバム「voyage」をリリース。プロデューサーは今井了介。6月、映画「アンダルシア 女神の報復」の挿入歌を担当。9月から、NHK教育テレビの英語番組のMCをつとめる。2012年1月、7thアルバム「Twilight Jazz」、12月、8thアルバム「Tranquility」をリリース。フランス、ドイツ、イタリア、韓国、台湾、中国などでもリリース。初のニューヨーク公演開催。10月、ドラマ「結婚しない」の挿入歌を担当。2013年公開の映画「ガリレオ真夏の方程式」の挿入歌を担当。
2014年、ドラマ『昼顔〜平日午後3時の恋人たち〜』メインテーマ曲「Never Again」を担当。2016年10月、アニメ「ジョジョの奇妙な冒険 ダイヤモンドは砕けない」の第3期オープニングテーマ「Great Days」を青木カレン&ハセガワダイスケ名義でリリース。

## 発表作品

### ウラン名義
- Heaven
- Angelic
- 寒空の下
- Birds cry to sing（メジャーデビューマキシシングル）
- soldier in the rain（インディーズ）
- kokoro no tsubasa（インディーズ）

レギュラーラジオ番組
- U238（FM NORTH WAVE）

### 青木カレン名義
1. TOKYO Jz TRIPPIN'
2. Groovin' Jazz Night presents KAREN
3. SHINING
4. Karen EP
5. KAREN's SWINGIN' PARTY
6. THE CLUB JAZZ DIVA（ベスト・アルバム）
7. BY MY SIDE
8. voyage
9. twilight jazz
10. Beautiful Moment with jazz(DHC SOUND COLLECTION)
11. tranqulity
12. Matt & Karen Lost in Rio
13. Eternal Melody
14. The Story of Karen Aoki -10th Anniversary Best-（ベスト・アルバム）
15. The Calling
16. transparent project

レギュラーテレビ・ラジオ番組
- Groovin' Jazz Night（BS朝日）
- STARFLYER Groovin' Aviator（InterFM）
- 3か月トピック英会話 「歌って発音マスター!〜魅惑のスタンダードジャズ編〜」（2011年9月28日～、NHK教育）
- KISS FM
- JJAZZ.NET
- エフエム熊本　ユナイテッドトヨタ熊本 presents 青木カレンSwingin' Drive

過去に放送されたレギュラーテレビ・ラジオ番組
- STARFLYER presents GROOVIN' JAZZ TRIPPIN'（CROSS FM）

カバー
- 名探偵コナン ハロウィンの花嫁 (2022年4月15日公開)　サウンドトラック
- 名探偵コナン 黒鉄の魚影 (2023年4月14日公開)　サウンドトラック